# Mitoura damastus
Mitoura damastus är en fjärilsart som beskrevs av Jean Baptiste Godart 1823. Mitoura damastus ingår i släktet Mitoura och familjen juvelvingar. Inga underarter finns listade i Catalogue of Life.